# Valle del Mis
El valle del Mis o canal del Mis (en italiano, valle del Mis o canale del Mis) es un valle en los Dolomitas ubicado en la provincia de Belluno, que conecta Sospirolo, en Valbelluna, con Sagron Mis en la provincia de Trento. Representa una de las principales vías de acceso al parque nacional de los Dolomitas de Belluno (en italiano, Parco Nazionale delle Dolomiti Bellunesi).
El valle está marcado por el curso del torrente Mis, que se mueve entre el grupo montañoso Pizzocco, a la derecha orográfica, y el grupo montañoso Monti del Sole (literalmente, montes del sol) a la izquierda. La primera mitad está ocupada en su mayor parte por el lago del Mis, una cuenca artificial cuya presa se encuentra justo en la entrada del valle. 

## Historia
Hasta hace muy poco, el valle del Mis estaba salpicado de numerosos asentamientos rurales habitados permanentemente y ubicados en el fondo del valle o a lo largo de las cuestas más soleadas. La construcción de la presa y la consecuente formación del lago artificial (1957-1962) terminaron sumergiendo los asentamientos "bajos" y las áreas cultivables, incluso el antiguo camino que serpenteaba por el fondo del valle. La inundación de 1966 contribuyó a acelerar el abandono del valle, el cual está completamente deshabitado desde 1972.

## Geografía antropogénica
En el valle se encuentran todavía algunas aldeas deshabitadas.

### Gena
Se encuentra en el municipio de Sospirolo y está dividida en los tres pagos de Gena Alta, Media y Bassa, ubicadas entre 400 y 800 metros sobre el nivel del mar. En pasado, los asentamientos alcanzaron los 300 habitantes pero, debido a la inundación de 1966 y a la emigración, hoy están completamente deshabitadas. Además, Gena Bassa casi desapareció en 1962 debido a la formación del lago artificial del Mis. Solo se reconstruyó la iglesia de San Remedio. Durante la Segunda Guerra Mundial, Gena Alta fue golpeada por una violenta limpieza nazi, en la cual seis jóvenes murieron y el país quemó.

### La Stua
Aldea ubicada a lo largo del camino del canal, forma parte del municipio de Gosaldo. Fundada con fines puramente de alojamiento, luego evolucionó en un lugar de tránsito, caracterizado por la presencia de una antigua taberna y de una vieja fábrica que incluía una serrería, un molino y un taller mecánico y de herrería.

### California
Este pueblo nació en el siglo XIX con la explotación de las minas de mercurio de Vallalta, que en la época eran las sextas en el mundo en términos de producción. En 1962 se cerraron las minas de Vallalta, pero la economía fue apoyada por el turismo. El fin del pueblo fue causada por la inundación de 1966: ahora solo se pueden ver unas pocas ruinas ocultadas por la vegetación.

## Galería de imágenes

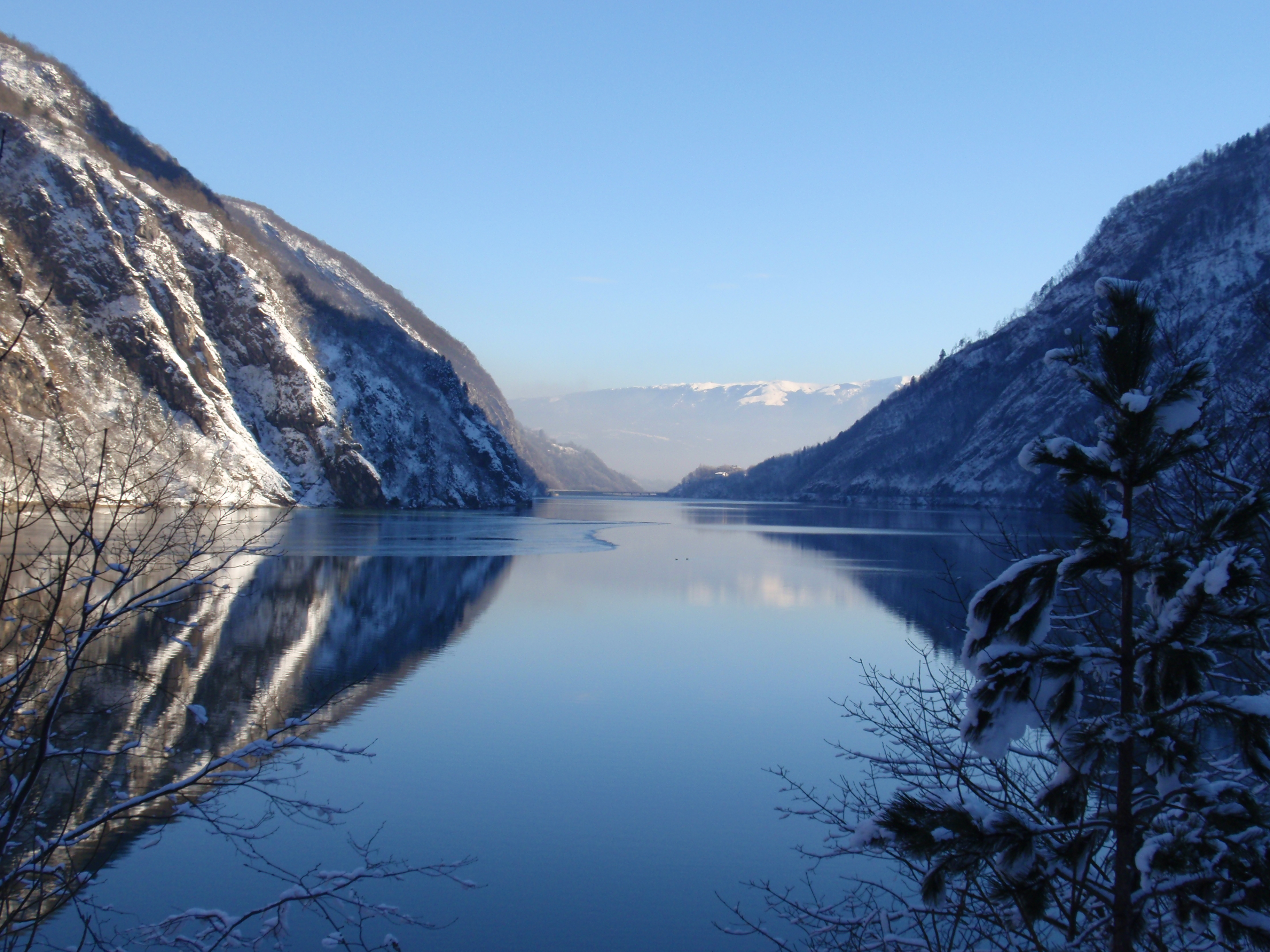
Lago del Mis
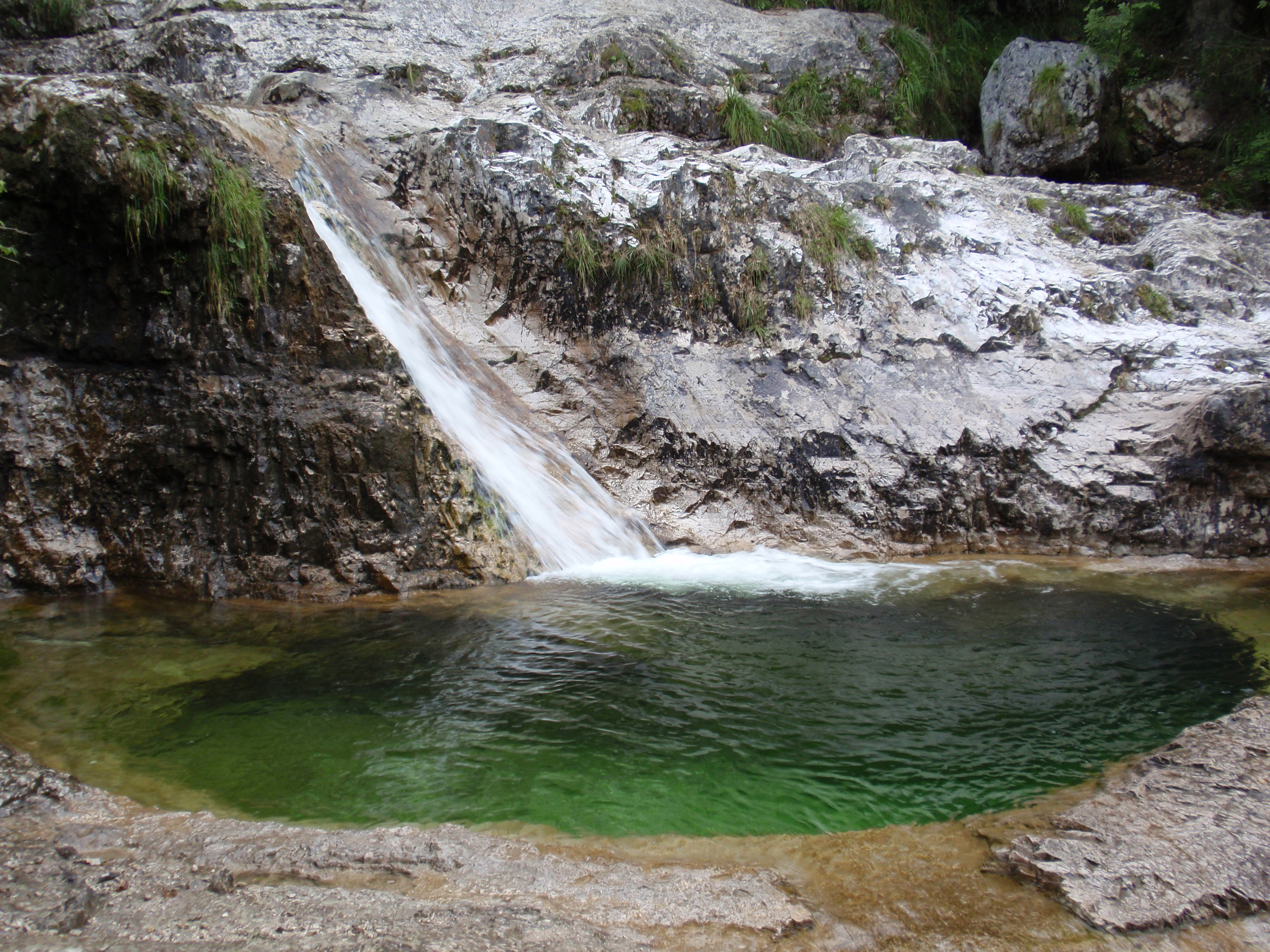
Cadini del Brenton
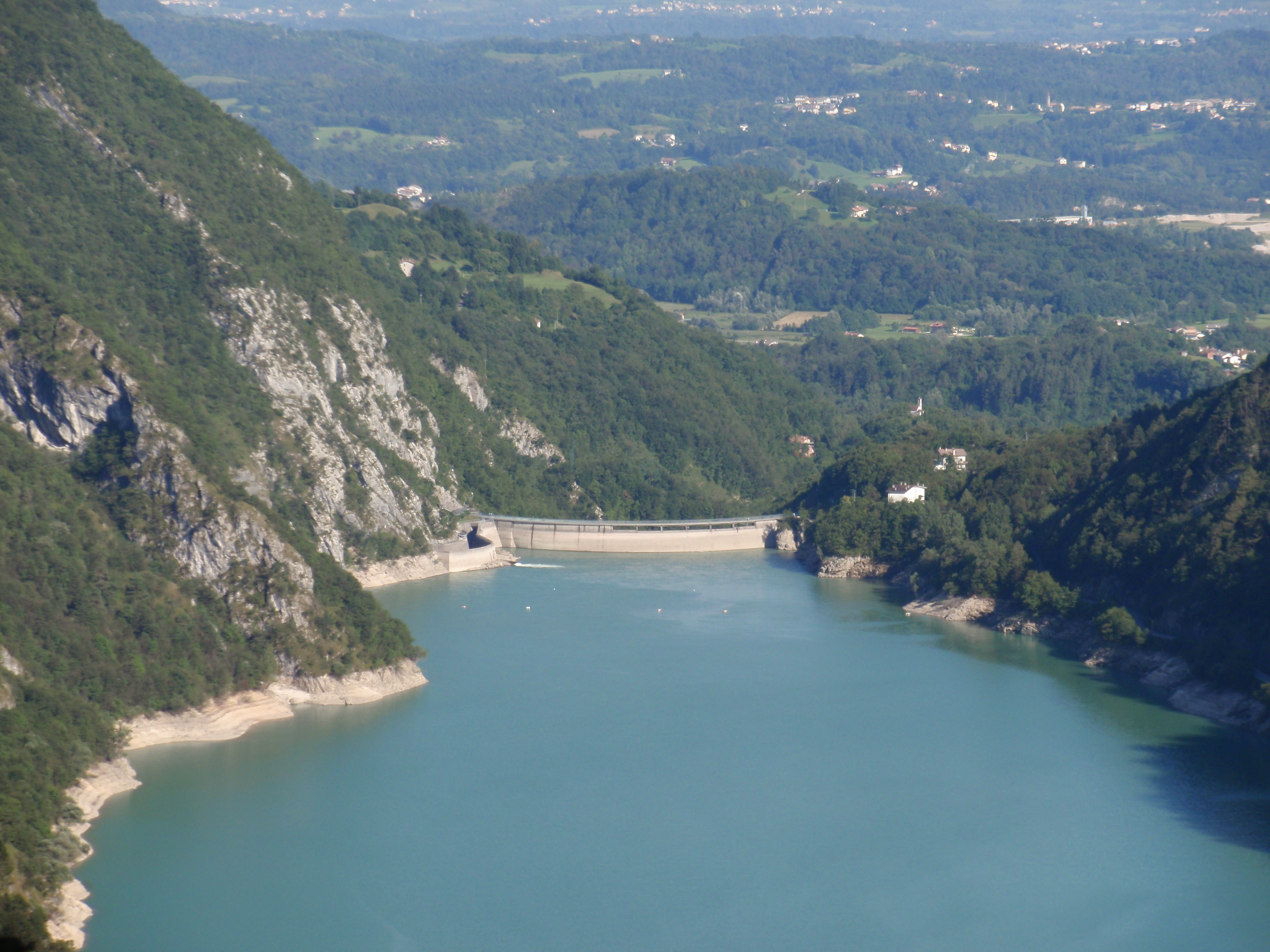
Lago del Mis, vista a la presa